# Шечкове
Ше́чкове — пасажирський залізничний зупинний пункт Конотопської дирекції Південно-Західної залізниці на лінії Хутір-Михайлівський — Ворожба.
Розташований неподалік від села Гірки Путивльського району Сумської області між станціями Тьоткіно (11 км) та Крупець (32 км).
Із 30 травня 2010 року пасажирське сполучення припинене.